# Carnegie Mellon University License
La Carnegie Mellon University License est la licence de logiciel libre utilisée par l'université Carnegie-Mellon pour diffuser les logiciels qu'elle développe.[réf. nécessaire]
Elle est parfois qualifiée comme similaire à la licence BSD.
Cette licence est utilisée par exemple par le logiciel CMU Sphinx.